# Amphia voeltzkowi
Amphia voeltzkowi är en fjärilsart som beskrevs av Pierre E.L. Viette 1978. Amphia voeltzkowi ingår i släktet Amphia och familjen nattflyn. Inga underarter finns listade i Catalogue of Life.